# Caramel hóa

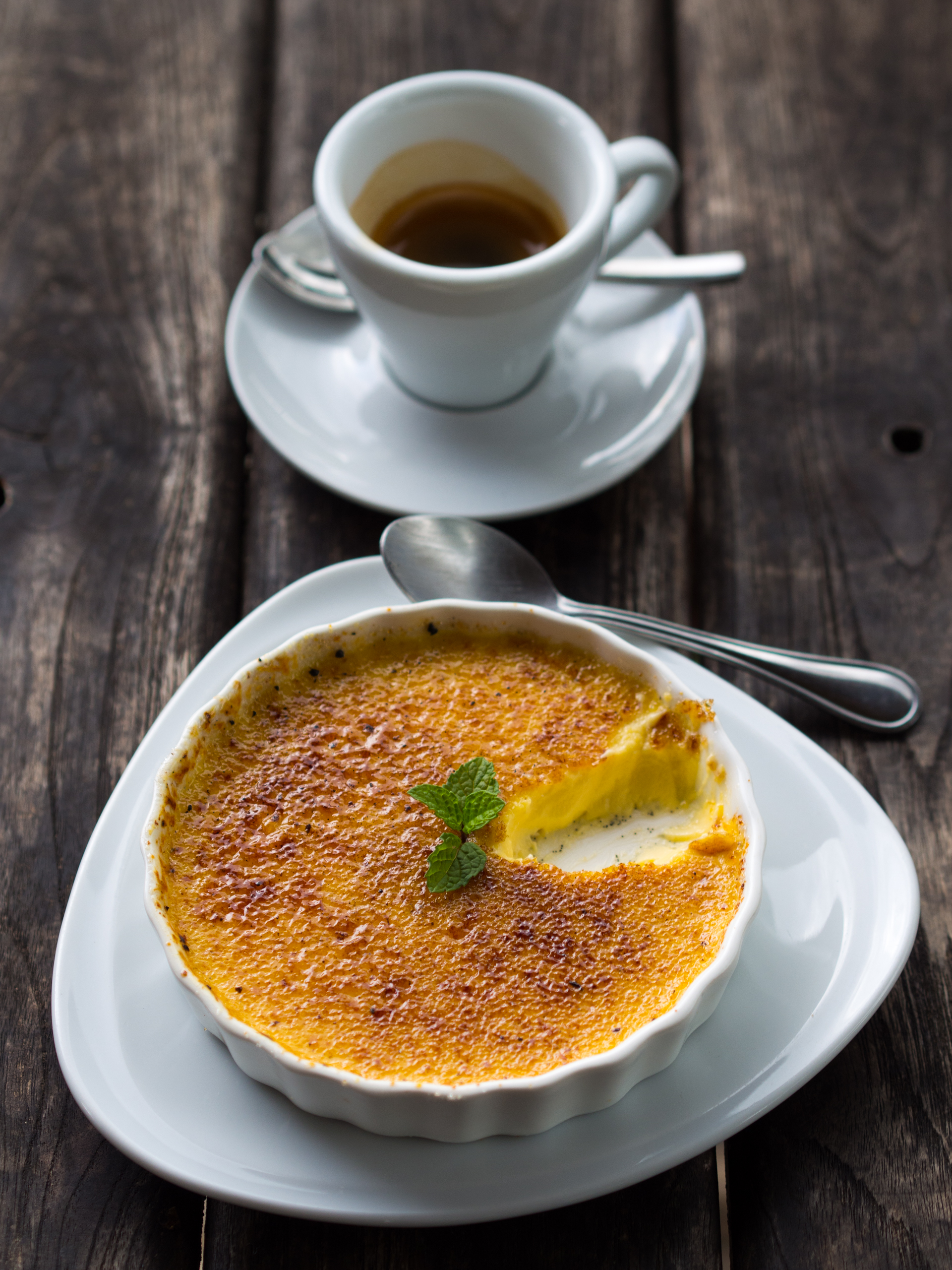
Lớp vỏ caramel giòn kinh điển trên một chiếc Crème brûlée (kem cháy)

Caramel hóa là quá trình hóa nâu của đường, một quá trình được sử dụng rộng rãi trong nấu ăn để tạo ra hương vị ngọt bùi và màu nâu. Màu nâu được tạo ra bởi ba nhóm polyme: caramelans (C24H36O18), caramelens (C36H50O25) và caramelins (C125H188O80). Khi quá trình này xảy ra, các hóa chất dễ bay hơi như diaxetyl được giải phóng, tạo ra hương vị caramel đặc trưng.. Giống như phản ứng Maillard, caramel hóa là một loại hóa nâu không dùng enzym. Không giống như phản ứng Maillard, caramel hóa là chưng khô, trái ngược với phản ứng với các amino acid. Khi caramel hóa liên quan đến disaccharide saccarose, nó bị phân hủy thành monosaccharide fructose và glucose.

## Quá trình

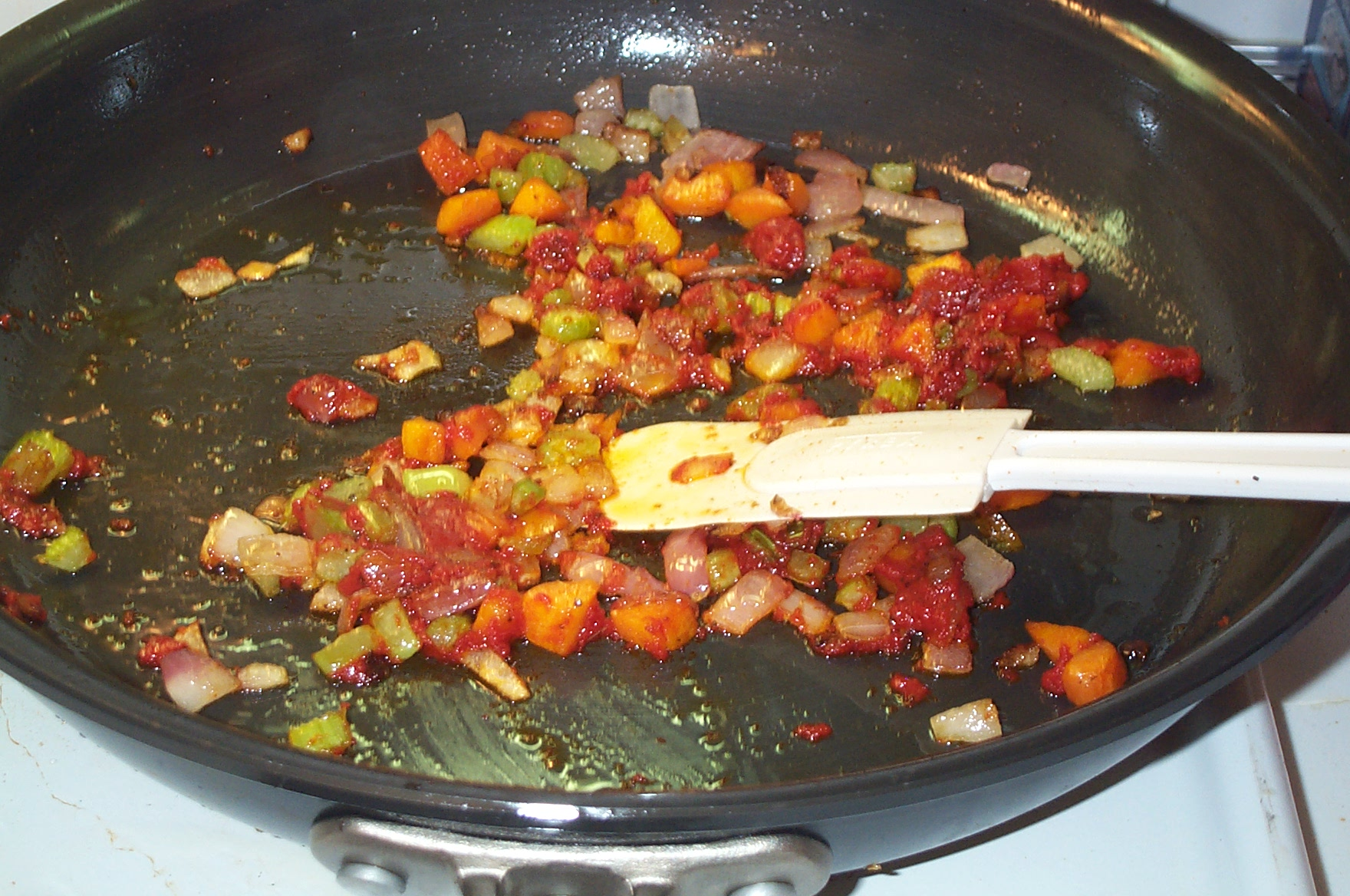
Mirepoix (cà rốt, hành tây và cần tây) được caramel hóa

Caramel hóa là một quá trình phức tạp, chưa được hiểu rõ, tạo ra hàng trăm sản phẩm hóa học và bao gồm các loại phản ứng sau:
- sự cân bằng của anomeric và dạng vòng
- đảo ngược saccarose thành fructose và glucose
- phản ứng ngưng tụ
- liên kết nội phân tử
- sự đồng phân hóa của aldose thành ketose
- phản ứng khử nước
- phản ứng phân mảnh
- sự hình thành polyme không bão hòa

## Yếu tố ảnh hường

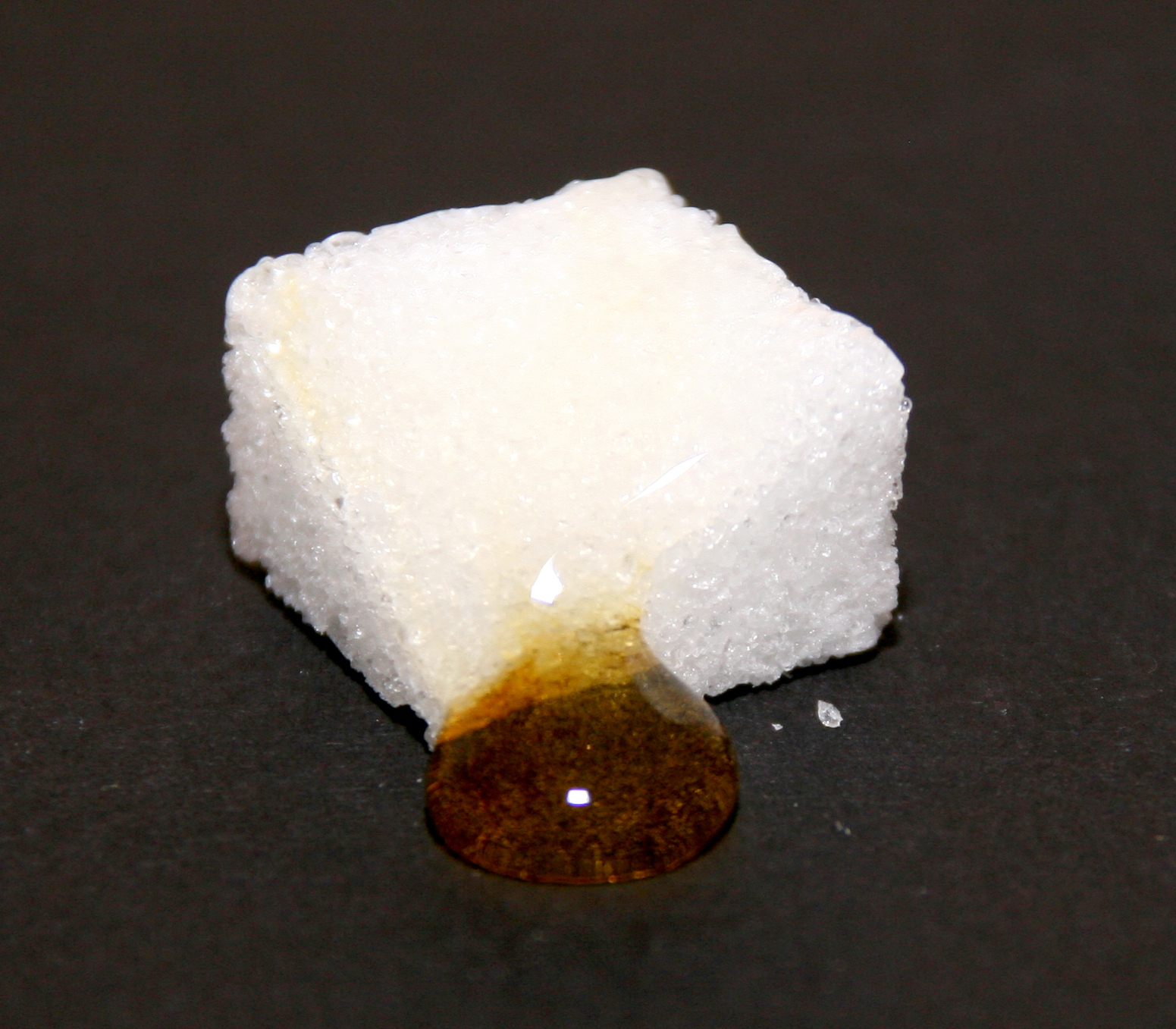
Một cục đường bị caramel hóa một phần, phần nước màu nâu đậm này gọi là kẹo đắng

Quá trình này phụ thuộc vào nhiệt độ. Mỗi loại đường cụ thể có điểm riêng mà tại nhiệt độ đó các phản ứng bắt đầu xảy ra dễ dàng. Các tạp chất trong đường, chẳng hạn như rỉ đường còn lại trong đường nâu, làm tăng tốc độ phản ứng. 
| Đường     | Nhiệt độ        |
| --------- | --------------- |
| Fructose  | 110 °C (230 °F) |
| Galactose | 160 °C (320 °F) |
| Glucose   | 160 °C (320 °F) |
| Saccarose | 160 °C (320 °F) |
| Maltose   | 180 °C (360 °F) |

Các phản ứng caramel hóa cũng nhạy cảm với môi trường hóa học, và tốc độ phản ứng, hoặc nhiệt độ mà phản ứng xảy ra dễ dàng nhất, có thể bị thay đổi bằng cách kiểm soát mức độ axit (pH). Tốc độ caramel hóa nói chung thấp nhất ở độ axit gần trung tính (pH khoảng 7), và được tăng tốc trong cả điều kiện axit (đặc biệt là pH dưới 3) lẫn base (đặc biệt là pH trên 9).

## Ứng dụng
Caramel hóa được sử dụng để làm ra một số món ăn, bao gồm:
- Sốt caramel (kẹo đắng), một loại sốt làm từ caramel
- Confiture de lait và Dulce de leche, sữa có đường được caramel hóa
- Kẹo caramel
- Creme caramel, và món tương tự là Crème Brûlée (kem cháy), một món sữa trứng phủ đường được caramel hóa bằng đèn khò.
- Hành tây caramel hóa, được sử dụng trong các món ăn như súp hành Pháp. Hành tây cần từ 30 đến 45 phút nấu để caramel hóa.[6][7]
- Khoai tây caramel hóa
- Lê caramel hóa [8]
- Cola, một số nhãn hiệu sử dụng đường caramel hóa với lượng nhỏ để tạo màu

Lưu ý rằng quá trình nấu của nhiều thực phẩm caramel hóa cũng liên quan đến phản ứng Maillard; đặc biệt là công thức nấu ăn liên quan đến các thành phần giàu protein và/hoặc amino acid.